# Абурі-крикун чорнолобий
Абурі-крикун чорнолобий (Pipile jacutinga) — вид куроподібних птахів родини краксових (Cracidae).

## Поширення
Вид поширений на півдні Бразилії (від штату Парана на північ до Ріо-де-Жанейро) та на північному сході Аргентини і Парагваю. Населяє кілька типів атлантичного лісу, включаючи вічнозелені, галерейні та прибережні.

## Опис
Великий птах, від 63 до 75 см завдовжки. Схожий на худого індика з маленькою головою. Оперення чорне з блакитним відтінком. Має помітні білі плями на крилах у трьома рядами маленьких чорних цяток. Його великий гребінь білуватий, а горловий мішок червонуватий.